# Фоменко, Анатолий Тимофеевич
Анато́лий Тимофе́евич Фоме́нко (род. 13 марта 1945, Сталино, Украинская ССР, СССР) — советский и российский математик, специалист в области многомерного вариационного исчисления, дифференциальной геометрии и топологии, теории групп и алгебр Ли, симплектической и компьютерной геометрии, теории гамильтоновых динамических систем. Академик РАН (1994). Лауреат Государственной премии РФ в области науки и техники. Также известен как художник-график и один из художников-постановщиков мультфильма «Перевал».
Наиболее широкую известность получил как автор «Новой хронологии» — концепции о том, что существующая хронология исторических событий неверна и требует коренного пересмотра. Представители научного сообщества, в том числе авторитетные профессиональные историки и филологи, а также публицисты и литературные критики причисляют «Новую хронологию» к псевдонауке или к литературному жанру фолк-хистори.

## Биография
Отец — Тимофей Григорьевич (1910—1992), инженер в углерудодобывающей отрасли, кандидат технических наук. Мать — Валентина Поликарповна Маркова (1918—2009), филолог, работала учительницей русского языка и литературы.
Родился в Сталино (ныне Донецк). Его отец, оказавшийся во время войны на оккупированной немецкими войсками территории, в 1950 году был вынужден с семьёй переехать в Магадан, где Анатолий пошёл в школу. В 1959 году семья переехала в Луганск, где Анатолий окончил среднюю школу № 26 с золотой медалью. Участник школьных олимпиад, победитель Всесоюзной заочной Олимпиады по математике. В 1956 и 1959 годах был удостоен бронзовых медалей ВДНХ. В 1958—1959 годах газета «Пионерская правда» напечатала его фантастический рассказ «Тайна Млечного пути».
Окончил механико-математический факультет МГУ имени М. В. Ломоносова в 1967 году. Ученик профессоров П. К. Рашевского и В. В. Румянцева. С 1969 года работал на кафедре дифференциальной геометрии механико-математического факультета МГУ.
В 1970 году защитил кандидатскую диссертацию на тему «Классификация вполне геодезических многообразий, реализующих нетривиальные циклы в римановых однородных пространствах» (научный руководитель — П. К. Рашевский), а в 1972 году — докторскую диссертацию на тему «Решение многомерной проблемы Плато на римановых многообразиях».
С 1 декабря 1981 года — профессор МГУ, работал на кафедре высшей геометрии и топологии. С 1992 года — заведующий кафедрой дифференциальной геометрии и приложений механико-математического факультета МГУ.
15 декабря 1990 года избран член-корреспондентом АН СССР (с 1991 года — РАН), а 31 марта 1994 года — действительным членом РАН по Отделению математики.
В разные годы занимал должности члена экспертного совета ВАК по математике, члена Президиума ВАК, заместителя академика-секретаря Отделения математики РАН, секретаря экспертной комиссии при Президиуме АН СССР по присуждению Премии имени Н. И. Лобачевского, члена экспертного совета в Математическом институте СО АН СССР (Новосибирск), заведующего отделением математики мехмата МГУ. Является заместителем главного редактора журнала «Вестник Московского университета» (серия «Математика»), членом редколлегий журналов «Математический сборник» и «Успехи математических наук». Член диссертационных советов по математике механико-математического факультета МГУ и Математического института имени В. А. Стеклова РАН; член Учёного совета механико-математического факультета МГУ и Учёного совета МГУ.
В 1991 году избран действительным членом РАЕН, в 1993 году — действительным членом Международной академии наук высшей школы, а в марте 2009 года — действительным членом Академии технологических наук РФ.
С 1977 года женат на Т. Н. Фоменко (род. 1948) — математик, доктор физико-математических наук, в 1981—2005 годах преподавала в МИСиС, а с 2005 года работает на факультете вычислительной математики и кибернетики МГУ (с 2012 года — профессор).

### Научная деятельность
Основные направления исследований Фоменко:
- многомерное вариационное исчисление, вариационные методы в дифференциальной геометрии и топологии, теория минимальных поверхностей, гармонические отображения;
- теория групп и алгебр Ли, симплектическая геометрия;
- теория гамильтоновых систем дифференциальных уравнений, интегрируемые уравнения на группах и алгебрах Ли, в математической физике; теория инвариантов дифференциальных уравнений (первых интегралов); создание теории топологической классификации интегрируемых динамических систем;
- компьютерная геометрия, алгоритмические методы в топологии, применение компьютеров в трёхмерной топологии и геометрии.

В теории минимальных поверхностей им был решён многомерный вариант проблемы Плато в классе спектральных бордизмов римановых многообразий и доказано существование глобальной минимальной «спектральной поверхности», которая ограничена наперёд заданным «контуром». При этом «контур» представляет собой компактное гладкое многообразие, а ограниченная им «спектральная поверхность» — компакт, являющийся образом спектра многообразий с заданным краем.
В работах Фоменко по топологической классификации невырожденных гамильтоновых динамических систем общего типа открыты инварианты, с помощью которых можно описать топологический тип особенностей динамических систем и классифицировать слоения Лиувилля. В результате была получена классификация интегрируемых невырожденных гамильтоновых систем с двумя степенями свободы.
Начиная с 2015 года совместно с В. В. Ведюшкиной, Е. Е. Каргиновой, И. С. Харчевой и другими учениками А. Т. Фоменко создает новое направление — теорию интегрируемых топологических биллиардов. Его идея рассматривать «биллиардные столы» сложной геометрии и топологии оказалась чрезвычайно плодотворной и позволила построить новые наглядные модели сложных многомерных интегрируемых систем.
Автор более 280 научных публикаций по математике, включая 27 монографий, 10 учебников и учебных пособий. Книги Фоменко по математике переведены на многие иностранные языки (английский, французский, японский, китайский, испанский, итальянский, сербский).
Некоторые специалисты-математики выдвигали претензии к содержательной части ряда математических работ Фоменко. В разгромной рецензии американского математика Ф. Альмгрена указывается на ряд ошибок и несоответствие декларируемых достижений реальным полученным результатам. Также российский математик Михаил Громов заявлял, что презентации результатов Фоменко во введениях не имеют никакого отношения к малоинтересному, абстрактному содержанию его математических теорем.
Комментарий-ответ Фоменко дал в книге «Каждая история желает быть рассказанной» (2017).

### Педагогическая деятельность
Для студентов мехмата МГУ в разные годы читал и продолжает читать курсы «Классическая дифференциальная геометрия», «Дифференциальная геометрия и топология», «Наглядная топология», «Элементы топологии и симплектической геометрии», «Алгоритмические и компьютерные методы в трёхмерной топологии», «Гомотопическая топология», «Геометрия и топология интегрируемых гамильтоновых систем», «Интегрируемые гамильтоновы системы на алгебрах Ли», «Топологические вариационные задачи», «Минимальные поверхности и проблема Плато», «Многомерные минимальные поверхности и гармонические отображения».
Под руководством Фоменко были защищены более 55 кандидатских и 11 докторских диссертаций.

### Художественное творчество
Автор оригинальных графических работ. Устраивает персональные выставки.

## «Новая хронология»

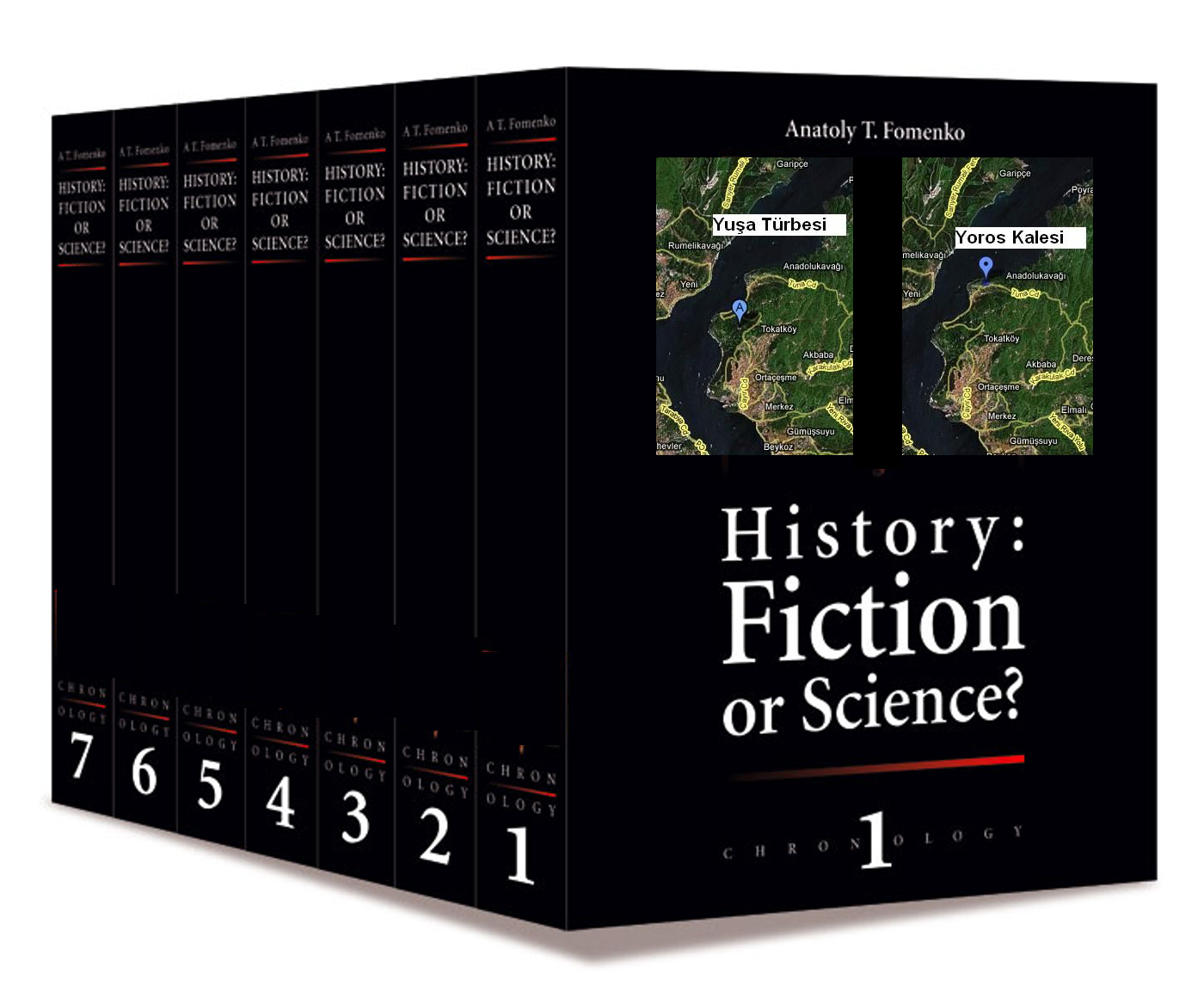
Пакеты обложек

Автор и соавтор ряда работ, изданных в рамках проекта «Новая хронология» (разрабатываемого с 1995 года), в которых претендует на создание новых «эмпирико-статистических» методов исследования исторических текстов, распознавания зависимых исторических текстов и датирования событий в приложении к хронологии всемирной истории. Вместе с другими участниками проекта критикует существующую хронологию мировой истории, негативно оценивает добросовестность работы многих учёных, которые занимались историей, археологией, лингвистикой, астрономией, методами датирования и др. Основным соавтором Фоменко является коллега по кафедре Глеб Носовский. Группа «Новая хронология» издала несколько десятков книг на русском языке и несколько — на английском и других европейских языках, где идёт речь о разработанных Фоменко методах исследования, дубликатах, которыми наполнена, по мнению Фоменко, общепринятая история, и о возможных реконструкциях «правильной» истории.
Данная теория не признаётся научным сообществом — историками, археологами, лингвистами, математиками, физиками, астрономами и представителями других наук. «Новая хронология» подверглась критике со стороны ряда известных учёных, в частности, академика РАН археолога В. Л. Янина, академика РАН историка Л. В. Милова, академика РАН историка В. С. Мясникова, академика РАО историка С. О. Шмидта, академика РАН лингвиста А. А. Зализняка, члена Бюро Научного Совета РАН по астрономии доктора физико-математических наук Ю. Н. Ефремова.

Мы живём в эпоху тотального непрофессионализма, разъедающего все сферы общества — от его властных структур до организации системы образования. <…> Общество, воспитанное на скандалах, припавшее к экрану телевизора, жаждет негатива и эпатажа. Оно любит фокусы Дэвида Коперфильда и Анатолия Тимофеевича Фоменко.
— Валентин Янин «Зияющие высоты академика Фоменко»

Признаюсь, я сам не могу до конца отделаться от мысли, что для А. Т. Фоменко его сочинения на гуманитарные темы — это забавный, хотя и изрядно затянутый, фарс, мефистофелевская насмешка математика над простофилями гуманитариями, наука которых так беспомощна, что они не в состоянии отличить пародию от научной теории. Если это так, то главные кролики этого изысканного эксперимента — его (А. Т. Ф.) последователи.
— Андрей Зализняк «Лингвистика по А. Т. Фоменко»
Теория Фоменко была осуждена на страницах бюллетеня «В защиту науки», издаваемого Комиссией по борьбе с лженаукой при Президиуме РАН. Академик РАН, Нобелевский лауреат по физике Виталий Гинзбург, академики Эдуард Кругляков, Александр Андреев, Николай Платэ, Александр Фурсенко, Евгений Александров, Сергей Новиков квалифицировали «Новую хронологию» как лженауку.
Среди известных общественных деятелей в поддержку «Новой хронологии» выступали Эдуард Лимонов, Александр Зиновьев, Гарри Каспаров[уточнить]. Каспаров впоследствии пересмотрел свою позицию и перестал её поддерживать.
В 2004 году за серию книг по «Новой хронологии» соавторам Фоменко и Носовскому была присуждена антипремия «Абзац» в номинации «Почётная безграмота» — за «особо циничные преступления против российской словесности».
2 октября 2016 года в качестве оценки заслуг Фоменко в создании «Новой хронологии» жюри научно-просветительского форума «Учёные против мифов-2», организованного научно-просветительским порталом «Антропогенез.ру», торжественно избрало его членом-корреспондентом Врунической академии лженаук (ВРАЛ).

## Награды и премии

### Государственные награды и премии
- Лауреат премии Президиума АН СССР в области математики (1987)[18]
- Лауреат Государственной премии РФ в области науки (1996) — за цикл работ «Исследование инвариантов гладких многообразий и гамильтоновых динамических систем» (совместно с А. С. Мищенко)[19]
- Почётное звание «Заслуженный профессор Московского университета» (1999)[19]
- Медаль ордена «За заслуги перед Отечеством» II степени (5 февраля 2024 года) — за большой вклад в развитие отечественной науки, многолетнюю плодотворную деятельность и в связи с 300-летием со дня основания Российской академии наук[45]

### Общественные награды и премии
- Лауреат премии Московского математического общества (1974)[18]

## Основные математические труды
1. Фоменко А. Т., Гутенмахер В. Л. Гомотопическая топология. Часть 1. — М.: МГУ, 1967.
2. Фукс Д. Б., Фоменко А. Т. Гомотопическая топология. Часть 2. — М.: МГУ, 1968.
3. Фукс Д. Б., Фоменко А. Т., Гутенмахер В. Л. Гомотопическая топология. — М.: МГУ, 1969. Английский перевод: Fomenko A.T., Fuchs D.B., Gutenmacher V.L. Homotopic Topology.— Budapest: Akademiai Kiado, 1986. (In English). Японский перевод в 1990 году, в Токио.
4. Новиков С. П., Фоменко А. Т. Дифференциальная геометрия. — М.: МГУ, 1974.
5. Дубровин Б. А., Новиков С. П., Фоменко А. Т. Современная геометрия. Части 1, 2.— М.: Наука, 1979. Часть 3. — М.: Наука, 1984. Английский перевод: B. A. Dubrovin, A. T. Fomenko, S. P. Novikov. Modern Geometry. Methods and Applications. — Springer-Verlag, GTM 93, Part 1, 1984; GTM 104, Part 2, 1985. Part 3, 1990, GTM 124. Далее последовали: французский, испанский, итальянский переводы. Затем в Москве вышло ещё несколько переизданий на русском языке.
6. Мищенко А. С., Фоменко А. Т. Курс дифференциальной геометрии и топологии. — М.: МГУ, 1980. Английский перевод: A. Mishchenko, A. Fomenko. A Course of Differential Geometry and Topology. — MIR Publishers, 1988.
7. Мищенко А. С., Соловьёв Ю. П., Фоменко А. Т. Сборник задач по дифференциальной геометрии. — М.: МГУ, 1981. Английский перевод: A. S. Mishchenko, Yu. P. Solovyev, A. T. Fomenko. Problems in Differential Geometry and Topology. — MIR Publishers, 1985.
8. Фоменко А. Т. Вариационные методы в топологии. — М.: Наука, 1982. Английский перевод: Fomenko A. T. Variational Principles in Topology. Multidimensional Minimal Surface Theory. — Kluwer Acad. Publishers, 1990.
9. Фоменко А. Т. Дифференциальная геометрия и топология. Дополнительные главы. — М.: МГУ, 1983. Английский перевод: Fomenko A. T. Differential Geometry and Topology. — New York, London: Plenum Publ. Corporation, 1987. Consultants Bureau (Ser. Contemporary Soviet Mathematics). Японский перевод этой книги сделан в 1996 году, в Токио. Второе русское издание, исправленное и дополненное, вышло в 1999 году. — Редакция журнала «Регулярная и хаотическая динамика», Библиотека «Математика», том 3. Ижевск, Ижевская республиканская типография, 1999.
10. Фоменко А. Т. Топологические вариационные задачи. — М.: МГУ, 1984. Английский перевод: Fomenko A. T. Topological variational problems.— Gordon and Breach, 1991.
11. Дао Чонг Тхи, Фоменко А. Т. Минимальные поверхности и проблема Плато. — М.: Наука, 1987. Английский перевод: Dao Chong Thi, Fomenko A. T. Minimal surfaces and Plateau problem.— American Math. Society, 1991.
12. Новиков С. П., Фоменко А. Т. Элементы дифференциальной геометрии и топологии. — М.: Наука, 1987. Английский перевод: Novikov S. P., Fomenko A. T. The basic elements of differential geometry and topology.— Kluwer Acad. Publishers, 1990.
13. Фоменко А. Т. Симплектическая геометрия. Методы и приложения. — М.: МГУ, 1988. Английский перевод: Fomenko A. T. Symplectic Geometry. Methods and Applications.— Gordon and Breach, 1988. Second edition 1995.
14. Fomenko A. T., Trofimov V. V. Integrable systems on Lie algebras and symmetric spaces. — Gordon and Breach, 1987. (англ.)
15. Fomenko A. T. Integrability and nonintegrability in geometry and mechanics. — Kluwer Academic Publishers, 1988. (англ.)
16. Fomenko A. T. The Plateau problem.— Vols. 1, 2. — Gordon and Breach, 1990. (Studies in the Development of Modern Mathematics). (англ.)
17. Fomenko A.T. Mathematical impressions. — USA: American Math. Society, 1990. (In English)
18. Фоменко А. Т. Наглядная геометрия и топология. Математические образы в реальном мире. — М.: МГУ, 1993. — Второе переработанное издание вышло в 1998 году, в том же изд-ве МГУ. Английский перевод: Fomenko A. T. Visual Geometry and Topology. — Springer-Verlag, 1994.
19. Фоменко А. Т., Фукс Д. Б. Курс гомотопической топологии. — М.: Наука, 1989.
20. Тужилин А. А., Фоменко А. Т. Элементы геометрии и топологии минимальных поверхностей. — М.: Наука, 1991. Английский перевод: Fomenko A. T., Tuzhilin A. A. Elements of the Geometry of Minimal Surfaces in Three-Dimensional Space.— American Math.Soc. / Translation of Mathematical Monographs. — vol. 93. — 1991.
21. Матвеев С. В., Фоменко А. Т. Алгоритмические и компьютерные методы в трехмерной топологии. — М.: МГУ, 1991. Английский перевод: Fomenko A. T., Matveev S. V. Algorithmic and Computer Methods in Three-Manifolds.— The Netherlands: Kluwer Academic Publishers, 1997. Второе переработанное и дополненное издание на русском языке — М.: Наука, 1997.
22. Трофимов В. В., Фоменко А. Т. Алгебра и геометрия интегрируемых гамильтоновых дифференциальных уравнений. — М.: Факториал; Ижевск: Изд-во Удмуртского гос. ун-та «Просперус», 1995.
23. Fomenko A. T., Kunii T. L. Topological modeling for visualisation. — Springer-Verlag, 1997.
24. Болсинов А. В., Фоменко А. Т. Введение в топологию интегрируемых гамильтоновых систем. — М.: Наука, 1997.
25. Болсинов А. В., Фоменко А. Т. Геометрия и топология интегрируемых геодезических потоков на поверхностях. — М.: УРСС, 1999. («Библиотека R&C Dynamics. Регулярная и хаотическая динамика», том 2).
26. Болсинов А. В., Фоменко А. Т. Интегрируемые гамильтоновые системы. Геометрия. Топология. Классификация. — Тома 1 и 2. — Ижевск: Издательский дом «Удмуртский университет», 1999.
27. Bolsinov A. V., Fomenko A. T. Integrable Geodesic Flows on Two-Dimensional Surfaces. — New York, Boston, Dordrecht, London, Moscow: Consultants Bureau; New York: Kluwer Academic/Plenum Publishers, 2000.
28. Фоменко А. Т. Математика и миф сквозь призму геометрии. — М.: МГУ, 2001. — ISBN 5-211-04504-1
29. Трофимов В. В., Фоменко А. Т. Риманова геометрия. — М.: ВИНИТИ, 2002. («Современная математика и её приложения. Итоги науки и техники», том 76).

## Основные работы по математическим методам в хронологии
- Фоменко А. Т. Некоторые статистические закономерности распределения плотности информации в текстах со шкалой // Семиотика и информация. — М.: ВИНИТИ, 1980. — Вып. 15. — С. 99—124.
- Фоменко А. Т. Методика распознавания дубликатов и некоторые приложения // Доклады АН СССР. — 1981. — Т. 258. — № 6. — С. 1326—1330.
- Fomenko A. T. The jump of the second derivative of the Moon’s elongation // Celestial Mechanics. — 1981. — V.29. — P. 33—40.
- Фоменко А. Т. Новая эмпирико-статистическая методика упорядочивания текстов и приложения к вопросам датировки // Доклады АН СССР, 1983. — Т. 268. — № 6. — С. 1322—1327.
- Фоменко А. Т. Авторский инвариант русских литературных текстов // Методы количественного анализа текстов нарративных источников. — М.: Институт истории СССР (АН СССР), 1983. — С. 86—109.
- Фоменко А. Т. Информативные функции и связанные с ними статистические закономерности // Статистика. Вероятность. Экономика. — М: Наука, 1985. — Т. 49. — С. 335—342. — (Учёные записки по статистике).
- Fedorov V. V., Fomenko A. T. Statistical Estimation of Chronological Nearness of Historical Texts // Journal of Soviet Mathematics, 1986. — V. 32. — No. 6. — pp. 668—675.
- Фоменко А. Т., Морозова Л. Е. Некоторые вопросы статистической обработки источников с погодным изложением // Математика в изучении средневековых повествовательных источников. — М.: Наука, 1986. — С. 107—129.
- Морозова Л. Е., Фоменко А. Т. Количественные методы в «макротекстологии» (на примере памятников «смуты» конца XVI — начала XVII в.) // Комплексные методы в изучении исторических процессов. — М.: Институт истории СССР (АН СССР), 1987. — С. 163—181.
- Fomenko A. T. Empirico-statistical methods in ordering narrative texts // International Statistical Review, 1988. — V. 56. — No. 3. — pp. 279—301.
- Калашников В. В., Носовский Г. В., Фоменко А. Т. Датировка Альмагеста по переменным звёздным конфигурациям // Доклады АН СССР, 1989. — Т. 307. — № 4. — С. 829—832.
- Носовский Г. В., Фоменко А. Т. Статистические дубликаты в упорядоченных списках с разбиением // Вопросы кибернетики. Семиотические исследования. — М., 1989. Научный совет по комплексной проблеме «Кибернетика». АН СССР. С. 138—148.
- Рачев С. Т., Фоменко А. Т. Функции объёмов исторических текстов и принцип амплитудной корреляции // Методы изучения источников по истории русской общественной мысли периода феодализма. — М. Институт истории СССР, 1989. — С. 161—180.
- Fomenko A. T., Kalashnikov V. V., Nosovsky G. V. When was Ptolemy’s star catalogue in Almagest compiled in reality? Statistical analysis // Acta Applicandae Mathematicae, 1989. — V. 17. — pp. 203—229.
- Fomenko A. T. Mathematical Statistics and Problems of Ancient Chronology. A new Approach // Acta Applicandae Mathematicae, 1989. — V. 17. — pp. 231—256.
- Фоменко А. Т. Методы статистического анализа нарративных текстов и приложения к хронологии. (Распознавание и датировка зависимых текстов, статистическая древняя хронология, статистика древних астрономических сообщений). — М.: Издательство МГУ, 1990. — 439 с. (издание за счёт средств автора, второе, переработанное издание опубликовано издательством «Наука» в 1996 году)
- Фоменко А. Т. Статистическая хронология (Серия «Математика/Кибернетика»). — М.: Знание, 1990. — 48 с.
- Калашников В. В., Носовский Г. В., Фоменко А. Т. Статистический анализ звёздного каталога «Альмагеста» // Доклады АН СССР, 1990. — Т. 313. — № 6. — С. 1315—1319.
- Фоменко А. Т. Исследования по истории древнего мира и средних веков. Математические методы анализа источников. Глобальная хронология. — М.: Издательство мехмата МГУ, 1993. — 408 с.
- Fomenko A. T., Kalashnikov V. V., Nosovsky G. V. Geometrical and Statistical Methods of Analysis of Star Configurations. Dating Ptolemy’s Almagest. — USA: CRC Press, 1993. — 300 pp.
- Fomenko A. T. Empirico-Sratistical Analysis of Narrative Material and its Applications to Historical Dating. — Vol.1: The Development of the Statistical Tools; Vol.2: The Analysis of Ancient and Medieval Records. — Netherlands: Kluwer Academic Publishers, 1994. — 211+462 pp.

## Критика работ Фоменко в области «Новой хронологии»
- Фоменкология (собрание дискуссионных материалов). Дата обращения: 2 октября 2006. Архивировано из оригинала 25 декабря 2010 года.
- История и антиистория. Критика «новой хронологии» академика А. Т. Фоменко. — М.: Языки славянской культуры, 2001.— изд. 2-е, дополненное. Дата обращения: 23 мая 2024. Архивировано из оригинала 16 февраля 2006 года.
- Володихин Д. М. Феномен фольк-хистори // Россия и современный мир. — 2001. — № 1. — С. 124—133.
- Данилевский И. Н. Пустые множества новой хронологии // Антифоменковская мозаика: Критика «новой хронологии» акад. А. Т. Фоменко : Сб. ст. — М.: «Русская панорама», 2001. — C. 12—42.
- Зализняк А. А. Лингвистика по А. Т. Фоменко // Вопросы языкознания. — 2000. — № 6. — С. 33—68.
- Илларионов С. В.. К вопросу о достоверности и полноте исторического знания (Критические замечания о концепции хронологии и истории Морозова—Фоменко). // Наука: возможности и границы. — М.: Наука, 2003.— с. 191—215.
- Ливанов К. Д. Наука и шарлатаны: шарлатанство ради идеи // Природа. — Наука, 2013. — № 3. — С. 24—32.
- Новиков А. А. Крах новой хронологии. — СПб.: Super Издательство, 2016. — 380 с. — (АнтиФоменко). — ISBN 978-5-00071-991-6.
- Новиков С. П. Математики и история // Природа. — 1997. — № 2. — С. 70–74.
- Образцов П. А. Азбука шамбалоидов: Мулдашев и все-все-все. — М.: Яуза, Пресском, 2005. — 288 с. — (АнтиМулдашев). — 9000 экз. — ISBN 5-98083-038-3. Архивировано 2 июня 2017 года.
- Петров А. Е. Перевернутая история. Лженаучные модели прошлого // Новая и новейшая история. — 2004. — № 3. — С. 36—59.
- Шмидт С. О. «Феномен Фоменко» в контексте изучения современного общественного исторического сознания. — М.: Наука, 2005. — 71, [2] с. — ISBN 5-02-034985-2.
- Янин В. Л. «Зияющие высоты» академика Фоменко // Вестник РАН. 2000. — Т. 70, № 5. — С. 387—392.